# Liste der Kulturdenkmale im Stadtbezirk Weststadt
Die Liste der Kulturdenkmale im Stadtbezirk Weststadt umfasst die Kulturdenkmale im Braunschweiger Stadtbezirk Weststadt, größtenteils basierend auf dem Braunschweiger Leit- und Informationssystem BLIK, der Denkmaltopographie Bundesrepublik Deutschland und Veröffentlichungen der Denkmalschutzbehörde Braunschweig.

## Kulturdenkmale
| Bild | Bezeichnung | Lage                            | Beschreibung                               | Bauzeit | Eingetragen seit | Denkmal- nummer |
| ---- | ----------- | ------------------------------- | ------------------------------------------ | ------- | ---------------- | --------------- |
| BW   | Landwehr    | Weststadt Broitzemer Holz Karte | Überreste der Landwehr im Broitzemer Holz. |         |                  |                 |